# Nymphon aculeatum
Nymphon aculeatum är en havsspindelart som beskrevs av Child, C.A. 1994. Nymphon aculeatum ingår i släktet Nymphon och familjen Nymphonidae. Inga underarter finns listade i Catalogue of Life.